# Oscar Neumann

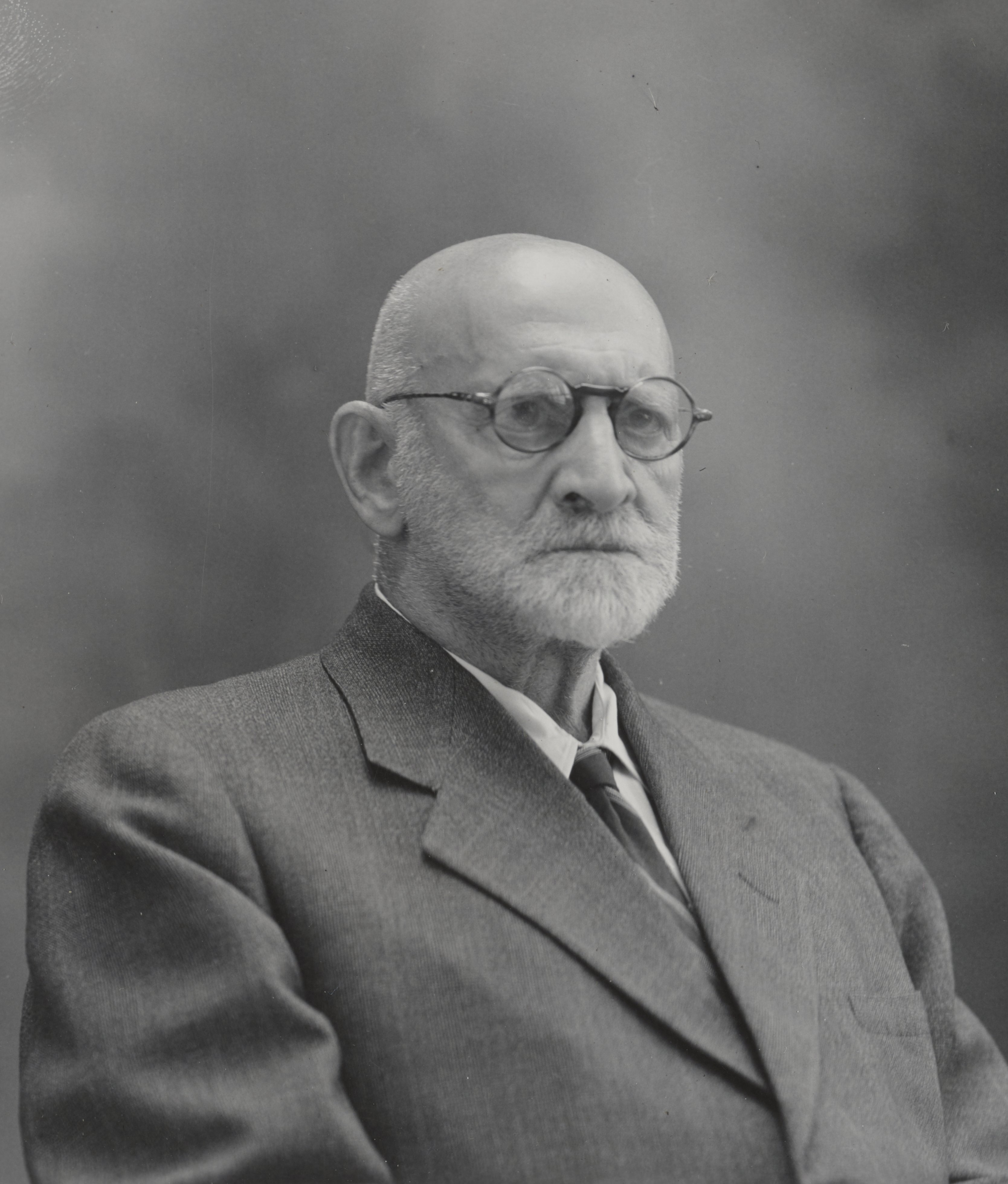
Oscar Neumann

Oscar Rudolph Neumann (* 3. September 1867 in Berlin; † 17. Mai 1946 in Chicago) war ein deutscher Ornithologe und Mammaloge.

## Leben
Oscar Neumann kam als Sohn von Anna Meyer (1842–1912) zur Welt, die am 2. Juni 1863 in Berlin den Bankier Marcus, genannt Max Neumann (1823–1901) geheiratet hatte. Mütterlicherseits war Oscar Neumann der Enkel der Schriftstellerin Rahel Meyer, geb. Weiß. Eine seiner Schwestern war Elsa Neumann, die erste Frau, die an der Königlichen Universität in Berlin promoviert wurde.
Neumann interessierte sich frühzeitig für Naturgeschichte und insbesondere für die Vogelwelt. Im November 1892 begann er seine erste Reise innerhalb Afrikas, die ihn von Tanga (in der deutsch verwalteten Zone Ostafrikas) über den Norden Tanganjikas, den Süden Ugandas, Kenia, dem Victoriasee bis zur Residenz Kwa des Königs Mtesa von Uganda am Nordufer des Sees. Die Ergebnisse und Mitbringsel seiner Reise beschrieb er im Journal für Ornithologie bzw. stellte sie im Zoologischen Museum Berlin aus. Seine Beschreibungen, die von 1898 bis 1900 erschienen, trugen den Titel Beiträge zur Vogelfauna von Ost- und Central-Afrika.
Eine zweijährige Reise durch Somaliland und den Süden Äthiopiens startete Neumann 1899 an der Seite des Kollegen Carlo von Erlanger. Von Zeila am Golf von Aden ging es nach Addis Abeba. Hier trennten sich ihre Wege und Neumann ging alleine nach Schoa um von dort eine neue Route in den Sudan zu finden. Erlanger entschied sich hingegen für die Route zum Rudolfsee. Die Reisebeschreibung Neumanns erschien 1902 unter dem Titel From the Somali coast through Southern Ethiopia to the Sudan im The Geographical Journal. Erneut wurden die Ergebnisse – eine Beschreibung von 1300 Vogelarten – in einschlägigen wissenschaftlichen Zeitschriften veröffentlicht. Viele ornithologische Ergebnisse publizierte er von 1904 bis 1906 im Journal für Ornithologie unter dem Titel Vögel von Schoa und Süd-Äthiopien. Neben den Vogelarten gehörten 1000 Säugetiere und ca. 30.000 Insekten zu Neumanns Ausbeute.
Durch seine Reisen hatte Neumann viel über die Verbreitung verschiedener Varietäten und ihre Ökologie erfahren. So war es nicht verwunderlich, dass er einer der Ersten war, der mit dem von Ernst Hartert (1859–1933) eingeführten Unterartenkonzept sympathisierte. In Artikeln wie Neue und seltene Arten des genus "Sigmodus" Temm. oder Über die afrikanischen gelbbäuchigen Zosterops-Formen setzte er das Konzept konsequent um.
Viele seiner Sammelobjekte wurden von anderen Personen wie dem Zoologen Paul Matschie (1861–1926), dem Arthropodenforscher Karl Kraepelin (1848–1915), dem Entomologen Walther Horn (1871–1939), dem Malakologen Johannes Thiele (1860–1935), dem Herpetologen Ernst Ahl (1898–1943) oder dem Zoologen Franz Hilgendorf (1839–1904) beschrieben.
Ab 1908 war Neumann durch finanzielle Schwierigkeiten veranlasst, eine Anstellung im Walter Rothschild Zoological Museum in Tring anzunehmen. Hier publizierte Neumann einige nachhaltige Studien über afrikanische Vögel, die alle in der Fachzeitschrift Bulletin of the British Ornithologists’ Club erschienen. Doch auch dieser Plan scheiterte bereits nach wenigen Monaten, da auch Rothschild in eine finanzielle Schieflage geriet. So entschloss sich Neumann für die nächsten 25 Jahre als Börsenmakler in Berlin zu arbeiten. Trotz der Wende in seiner Karriere publizierte er weiter eine beachtliche Anzahl von wissenschaftlichen Artikeln. 1915 entschloss er sich neben der Avifauna Afrikas auch Vögel aus anderen Erdteilen zu bearbeiten.
Mit der Machtergreifung Hitlers wurde er vom Börsenhandel verbannt. So verlagerte er seine Arbeit auf das Feld der systematischen Taxonomie. Gleichzeitig ermutigte er lokale Vogel- und Säugetiersammler in vielen Ländern bestimmte Gebiete und Inseln zu besuchen. Deren Sammlungen studierte er im Zoologischen Museum von Berlin und verteilte sie anschließend an verschiedene Museen, wobei große Teile an die Museen in den Vereinigten Staaten gingen. Eine besonders erfolgreiche Expedition unter seiner Ägide war die von Johannes J. Menden auf den Inseln von Taliabu und Peling nahe der Ostküste von Celebes.
Durch seine jüdische Herkunft wurde ihm schließlich das Betreten des Zoologischen Museums in Berlin, in dem er 40 Jahre als freiwilliger Hilfsarbeiter und Donator gearbeitet hatte, verboten. So nahm ihn sein Freund Julius Riemer (1880–1958) in seinem Hause auf, schuf ihm dort einen Arbeitsplatz und versorgte ihn mit Literatur und Material. Später organisierte Riemer dann die Flucht aus Berlin, so dass er mit der letzten Transportmöglichkeit über Spanien nach Amerika entkam. Die Flucht führte ihn 1941 über Kuba nach Chicago, wo er die letzten Jahre seines Lebens als Konservator am Field Museum of Natural History arbeitete. Große Teile seiner Sammlungen befinden sich heute im Julius Riemer Museum in Wittenberg.
Am Ende nahezu taub und blind, verstarb Neumann, der nie verheiratet war, nach einer kurzen Krankheit.

## Mitgliedschaften
Ab 1886 war er Mitglied in der Deutschen Ornithologen-Gesellschaft. Im Jahr 1897 wurde Neumann zum Mitglied der British Ornithologists’ Union (BOU) gewählt, eine Mitgliedschaft, die er aber 1910 wegen finanziellen Schwierigkeiten aufgeben musste. Im Jahr 1928 wurde er ein korrespondierender Fellow der American Ornithologists’ Union und 1929 zum ausländischen Mitglied der BOU.

## Dedikationsnamen

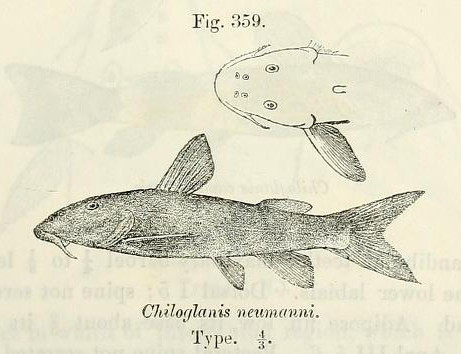
Chiloglanis neumanni

Beim 146. Treffen des British Ornithologists’ Club im Jahre 1908, an dem auch Neumann teilnahm, stellte Walter Rothschild, 2. Baron Rothschild eine neue Vogelart unter dem Basionym Sylvietta neumanni vor. Heute ist die Art unter dem Namen Trugtesia (Hemitesia neumanni) bekannt. Im Englischen hat sich zusätzlich der Trivialname Neumann’s Warbler etabliert. Im gleichen Treffen ehrte ihn Boyd Francis Alexander (1873–1910) im wissenschaftlichen Namen des Neumannstars (Onychognathus neumanni) (Basionym: Amydrus neumanni). Sein Name findet sich ebenfalls in den Vogelunterarten des Graubürzel-Singhabichts (Melierax metabates neumanni) Hartert, E, 1914, der Gelbbauch-Fruchttaube (Ptilinopus solomonensis neumanni) Hartert, E, 1926, des Papuateichhuhns (Gallinula tenebrosa neumanni) Hartert, E, 1930, des Blassschnabeltokos (Tockus pallidirostris neumanni) (Reichenow, 1894) und des Spitzschwanzsittichs (Aratinga acuticaudata neumanni) Blake & Traylor, 1947.
Für die von Neumann 1906 beschriebene Arabische Küstengazelle (Gazella erlangeri) fand in englischsprachiger Literatur der Trivialname Neumann’s Gazelle Einzug. Matschie nannte 1874 die Neumann’s Kusuratte Arvicanthis neumanni und eine Unterart des Steinböckchen Raphicerus campestris neumanni nach ihrem Entdecker.
Kraepelin widmete ihm 1903 den Namen in der Art Zeria neumanni, die zur Gattung der Walzenspinnen gehört. Auch in der zu den Stromschnellenwelsen (Chiloglanis) gehörenden Art Chiloglanis neumanni Boulenger, 1911, der zur Gattung Nothobranchius gehörenden Art Nothobranchius neumanni (Hilgendorf, 1905), 1911, der zu den Kiemenfüßern gehörenden Art Streptocephalus neumanni Thiele, 1904 und der zu den Echten Fröschen gehörenden Art Ptychadena neumanni (Ahl), 1924 findet sich eine Hommage an deren Entdecker.
Nicht nach Oscar Neumann benannt sind eine zu den Hechtlingen gehörende Art des Neumann-Hechtlings Epiplatys neumanni Berkenkamp, 1993, die zu den Kiemenfüßern gehörende Art Chirocephalus neumanni Hartland-Rowe, 1967 und die zu den Echten Tierläusen (Anoplura) gehörende Art Hoplopleura neumanni Fahrenholz, 1919. So ist Epiplatys neumanni Werner Neumann aus Zwickau, dem Autor des Buches Die Hechtlinge, Chirocephalus neumanni Jehuda Neumann (1915–1993) und Hoplopleura neumanni dem französischen Parasitologen Louis Georges Neumann (1846–1930) gewidmet.

## Erstbeschreibungen von Oscar Rudolph Neumann
Oscar Rudolph Neumann hat viele Gattungen, Arten und Unterarten als Erstautor beschrieben. Bei einigen Beschreibungen arbeitete er mit Anton Reichenow (1847–1941), Julius von Madarász (1858–1931) und Ernst Hartert zusammen.

### Vogelgattung
- Ruwenzorornis Neumann, 1903

### Vogelarten

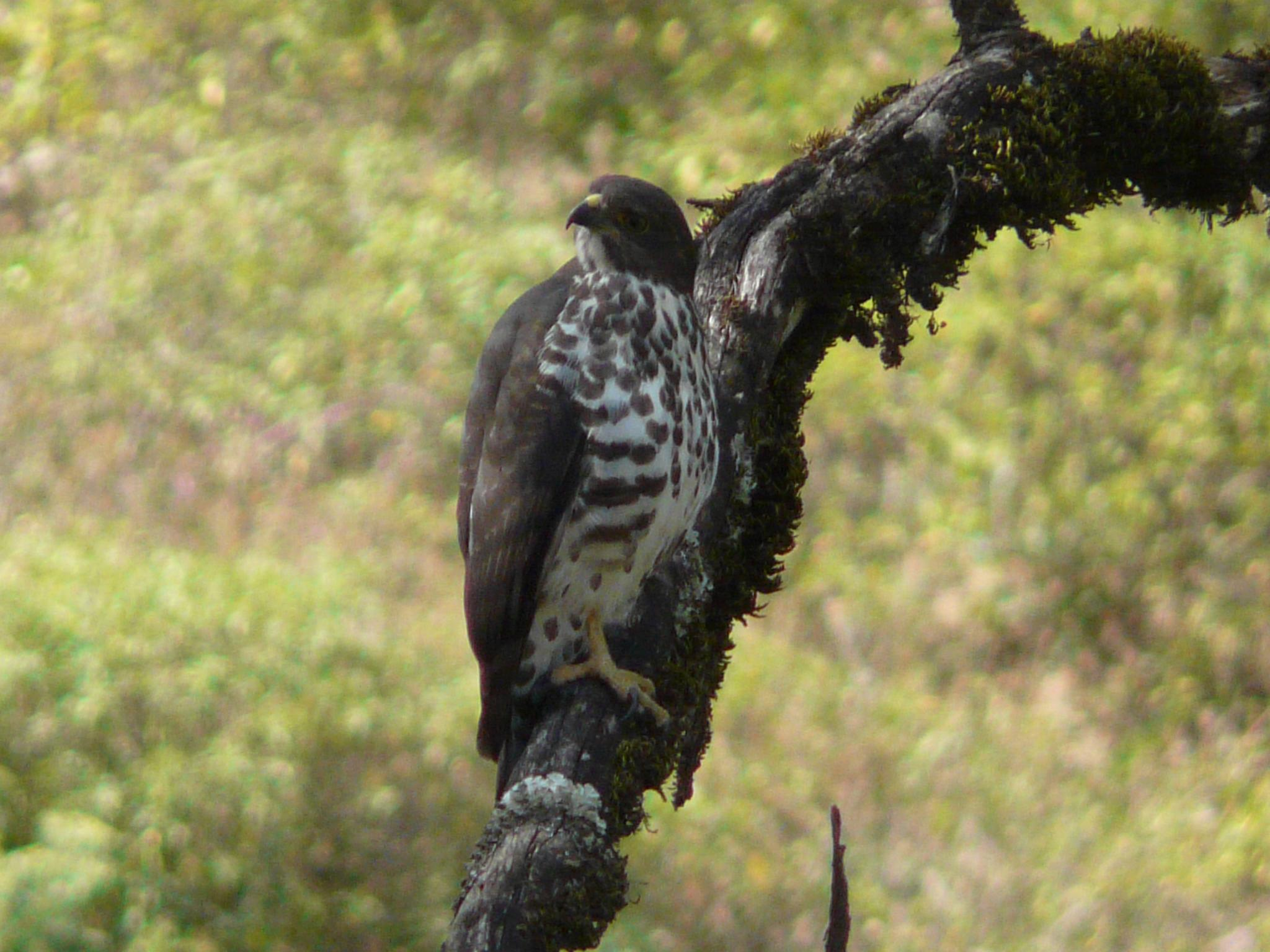
Bergbussard (Buteo oreophilus)

Zu den Arten die Neumann beschrieben hat, gehören chronologisch:
- Bergbuschdrossling (Illadopsis pyrrhoptera) (Reichenow & Neumann, 1895)
- Bergfeinsänger (Apalis porphyrolaema) Reichenow & Neumann, 1895
- Taitafalke (Falco fasciinucha) Reichenow & Neumann, 1895
- Salomonenpitta (Prinia melanops) (Reichenow & Neumann, 1895)
- Suaheli-Bülbülgrasmücke (Macrosphenus kretschmeri) (Reichenow & Neumann, 1895)
- Grants Baumhopf (Phoeniculus granti) (Neumann, 1903)
- Ethiopiensägeflügel (Psalidoprocne oleaginea) Neumann, 1904
- Erlangerlerche (Calandrella erlangeri) (Neumann, 1906)
- Waldlandpieper (Anthus nyassae) Neumann, 1906
- Däumlingsbatis (Batis perkeo) Neumann, 1907
- Kongoschnäpper (Batis erlangeri) Neumann, 1907
- Kivubuschsänger (Bradypterus graueri) Neumann, 1908
- Silberraupenfänger (Coracina graueri) Neumann, 1908
- Usambiro-Bartvogel (Trachyphonus usambiro) Neumann, 1908
- Bergbussard (Buteo oreophilus) Hartert & Neumann, 1914
- Ulugurunektarvogel (Anthreptes neglectus) Neumann, 1922
- Pelengdrossel (Zoothera mendeni) (Neumann, 1939)
- Taliabueule (Tyto nigrobrunnea) Neumann, 1939

### Säugetierarten
- Arabische Küstengazelle (Gazella erlangeri) Neumann, 1906

### Unterarten (Vögel)
Zu den Unterarten die Neumann beschrieben hat, gehören chronologisch:
- Kehlbindenspecht (Campethera tullbergi taeniolaema) Reichenow & Neumann, 1895
- Pirolgimpel (Linurgus olivaceus kilimensis) (Reichenow & Neumann, 1895)
- Zwergsumpfhuhn (Porzana pusilla obscura) Neumann, 1897
- Strauß (Struthio camelus massaicus) Neumann, 1898
- Goldbugpapagei (Poicephalus meyeri damarensis) Neumann, 1898
- Goldbugpapagei (Poicephalus meyeri matschiei) Neumann, 1898
- Goldbugpapagei (Poicephalus meyeri reichenowi) Neumann, 1898
- Rotkehlfrankolin (Francolinus afer melanogaster) (Neumann), 1898
- Dreifarben-Brillenwürger (Prionops retzii nigricans) (Neumann, 1899)
- Helmperlhuhn (Numida meleagris somaliensis) Neumann, 1899
- Graulärmvogel (Corythaixoides concolor pallidiceps) Neumann, 1899
- Goldbugpapagei (Poicephalus meyeri transvaalensis) Neumann, 1899
- Tüpfelspecht (Campethera cailliautii nyansae) (Neumann, 1900)
- Braunflügel-Mausvogel (Colius striatus cinerascens) Neumann, 1900
- Kardinalspecht (Dendropicos fuscescens centralis) Neumann, 1900
- Kardinalspecht (Dendropicos fuscescens massaicus) Neumann, 1900
- Nasenstreif-Honiganzeiger (Indicator minor teitensis) Neumann, 1900
- Sichelhopf (Rhinopomastus cyanomelas schalowi) Neumann, 1900
- Schwefelgirlitz (Serinus sulphuratus sharpii) Neumann, 1900
- Blaunacken-Mausvogel (Urocolius macrourus pulcher) (Neumann, 1900)
- Kaprohrsänger (Acrocephalus gracilirostris jacksoni) (Neumann, 1901)
- Clappertonfrankolin (Francolinus clappertoni nigrosquamatus) Neumann, 1902
- Schmalschnabelbülbül (Andropadus gracilirostris percivali) (Neumann, 1903)
- Graubrustspecht (Dendropicos goertae koenigi) (Neumann, 1903)
- Wellenbartvogel (Lybius undatus salvadorii) Neumann, 1903
- Wellenbartvogel (Lybius undatus thiogaster) Neumann, 1903
- Baumhopf (Phoeniculus purpureus niloticus) (Neumann, 1903)
- Schwarzschnabel-Baumhopf (Phoeniculus somaliensis abyssinicus) (Neumann, 1903)
- Lachtaube (Streptopelia roseogrisea arabica) (Neumann, 1904)
- Braunrückenspecht (Dendropicos obsoletus heuglini) (Neumann, 1904)
- Lannerfalke (Falco biarmicus abyssinicus) Neumann, 1904
- Braunbürzelammer (Emberiza affinis omoensis) Neumann, 1905
- Zimtroller (Eurystomus glaucurus suahelicus) Neumann, 1905
- Zimtroller (Eurystomus glaucurus suahelicus) Neumann, 1905
- Schwarzschnabel-Baumhopf (Phoeniculus somaliensis neglectus) (Neumann, 1905)
- Mohrensichelhopf (Rhinopomastus aterrimus emini) (Neumann, 1905)
- Dünnschnabelgirlitz (Serinus citrinelloides kikuyensis) (Neumann, 1905)
- Kronentoko (Tockus alboterminatus geloensis) (Neumann, 1905)
- Kronentoko (Tockus alboterminatus suahelicus) (Neumann, 1905)
- Violettmantel-Nektarvogel (Anthreptes longuemarei angolensis) Neumann, 1906
- Violettmantel-Nektarvogel (Anthreptes longuemarei nyassae) Neumann, 1906
- Schwalbenschwanzspint (Merops hirundineus heuglini) (Neumann, 1906)
- Arabientrappe (Ardeotis arabs stieberi) (Neumann, 1907)
- Baumfalke (Falco subbuteo streichi) Hartert & Neumann, 1907
- Wüsten-Gimpel (Bucanetes githagineus zedlitzi) (Neumann, 1907)
- Riesentrappe (Ardeotis kori struthiunculus) (Neumann, 1907)
- Clappertonfrankolin (Francolinus clappertoni heuglini) Neumann, 1907
- Helmturako (Tauraco corythaix phoebus) Neumann, 1907
- Haubenlerche (Galerida cristata alexanderi) Neumann, 1908
- Bandamadine (Amadina fasciata alexanderi) Neumann, 1908
- Orangeköpfchen (Agapornis pullarius ugandae) Neumann, 1908
- Grünköpfchen (Agapornis swindernianus emini) Neumann, 1908
- Weißbauch-Zwergfischer (Alcedo leucogaster bowdleri) Neumann, 1908
- Blaukehlroller (Eurystomus gularis neglectus) Neumann, 1908
- Archerfrankolin (Francolinus levaillantoides pallidior) Neumann, 1908
- Shelley-Frankolin (Francolinus shelleyi whytei) Neumann, 1908
- Nasenstreif-Honiganzeiger (Indicator minor senegalensis) Neumann, 1908
- Gelbscheitel-Bartvogel (Megalaima henricii brachyrhyncha) (Neumann, 1908)
- Rotbauchpitta (Pitta erythrogaster gazellae) Neumann, 1908
- Kongopapagei (Poicephalus gulielmi fantiensis) Neumann, 1908
- Felsenhenne (Ptilopachus petrosus brehmi) Neumann, 1908
- Felsenhenne (Ptilopachus petrosus major) Neumann, 1908
- Kammschnabelturako (Ruwenzorornis johnstoni kivuensis) Neumann, 1908
- Perlenralle (Sarothrura pulchra centralis) Neumann, 1908
- Perlenralle (Sarothrura pulchra zenkeri) Neumann, 1908
- Weißbürzelgirlitz (Serinus leucopygius riggenbachi), 1908
- Strohkopf-Bartvogel (Stactolaema anchietae rex) (Neumann, 1908)
- Baobabsegler (Telacanthura ussheri benguellensis) (Neumann, 1908)
- Baobabsegler (Telacanthura ussheri sharpei) (Neumann, 1908)
- Fleckenbartvogel (Tricholaema hirsuta angolensis) Neumann, 1908
- Braunbauchflughuhn (Pterocles exustus erlangeri) (Neumann, 1909)
- Hagedash (Bostrychia hagedash nilotica) (Neumann, 1909)
- Wellenflughuhn (Pterocles lichtensteinii arabicus) Neumann, 1909
- Wellenflughuhn (Pterocles lichtensteinii sukensis) Neumann, 1909
- Smaragdspint (Merops orientalis beludschicus) Neumann, 1910
- Rotflügel-Brachschwalbe (Glareola pratincola fuelleborni) Neumann, 1910
- Streifenralle (Sarothrura affinis antonii) Madarász & Neumann, 1911
- Kapkauz (Glaucidium capense scheffleri) Neumann, 1911
- Gelbkehlbülbül (Chlorocichla flavicollis soror) (Neumann, 1914)
- Senegalkiebitz (Vanellus senegallus major) (Neumann, 1914)
- Braunlori (Chalcopsitta duivenbodei syringanuchalis) (Neumann, 1915)
- Orangebrust-Zwergpapagei (Cyclopsitta gulielmitertii ramuensis) (Neumann, 1915)
- Halsbandsittich (Psittacula krameri borealis) (Neumann, 1915)
- Paradisliest (Tanysiptera sylvia leucura) Neumann, 1915
- Rotflügel-Brachschwalbe (Glareola pratincola erlangeri) Neumann, 1920
- Josefinenlori (Charmosyna josefinae sepikiana) Neumann, 1922
- Rotkopfpapagei (Geoffroyus geoffroyi minor) Neumann, 1922
- Blauhalspapagei (Geoffroyus simplex buergersi) Neumann, 1922
- Kuckuckstaube (Macropygia amboinensis hueskeri) Neumann, 1922
- Gelbstirngirlitz (Serinus flavivertex sassii) Neumann, 1922
- Graukopf-Breitrachen (Smithornis sharpei eurylaemus) Neumann, 1923
- Kurol (Leptosomus discolor intermedius) Hartert & Neumann, 1924
- Gelbschnabel-Berglori (Neopsittacus musschenbroekii major) Neumann, 1924
- Goldrückenspecht (Dendropicos griseocephalus kilimensis) (Neumann, 1926)
- Blausteißsittich (Pyrrhura lepida anerythra) Neumann, 1927
- Blausteißsittich (Pyrrhura lepida coerulescens) Neumann, 1927
- Löffler (Platalea leucorodia archeri) Neumann, 1928
- Großer Brachvogel (Numenius arquata suschkini) Neumann, 1929
- Allfarblori (Trichoglossus haematodus nesophilus) Neumann, 1929
- Laufhühnchen (Turnix sylvaticus bartelsorum) Neumann, 1929
- Gelbflügelsittich (Brotogeris chiriri behni) Neumann, 1931
- Tuisittich (Brotogeris sanctithomae takatsukasae) Neumann, 1931
- Ruwenzorinachtschwalbe (Caprimulgus ruwenzorii koesteri) Neumann, 1931
- Zwergara (Diopsittaca nobilis longipennis) Neumann, 1931
- Turmfalke (Falco tinnunculus archeri) Hartert & Neumann, 1932
- Rüppellseeschwalbe (Thalasseus bengalensis emigratus) Neumann, 1934
- Amboinasittich (Alisterus amboinensis versicolor) Neumann, 1939
- Sulawesinachtschwalbe (Caprimulgus celebensis jungei) Neumann, 1939
- Feuerliest (Halcyon coromanda pelingensis) Neumann, 1939
- Manadoeule (Otus manadensis mendeni) Neumann, 1939
- Fleckenlaufhühnchen (Turnix maculosus kinneari) Neumann, 1939
- Sulawesieule (Tyto rosenbergii pelengensis) Neumann, 1939

### Unterarten (Säugetiere)
- Abruzzen-Gämse (Rupicapra pyrenaica ornata) Neumann, 1899
- Olivieri-Spitzmaus Crocidura olivieri martiensseni Neumann, 1900
- Olivieri-Spitzmaus Crocidura olivieri nyansae Neumann, 1900
- Löwe Panthera leo massaica (Neumann), 1900
- Klippschliefer Procavia capensis matschiei Neumann, 1900
- Buschschliefer Heterohyrax brucei thomasi (Neumann), 1901
- Klippschliefer Procavia capensis erlangeri Neumann, 1901
- Streifenschakal Canis adustus kaffensis Neumann, 1902
- Hochland-Schirrantilope Tragelaphus scriptus meneliki Neumann, 1902
- Kob Kobus kob pousarguesi (Neumann, 1905)
- Eritrea-Dikdik Madoqua saltiana hararensis Neumann, 1905
- Kronenducker Sylvicapra grimmia nyansae Neumann, 1905

## Werke
- zusammen mit Anton Reichenow: Diagnosen neuer, von Oskar Neumann, in Ost- und Central-Afrika entdeckter Vogelarten. In: Ornithologische Monatsberichte. Band 3, Nr. 5, 1895, S. 73–76 (biodiversitylibrary.org [abgerufen am 8. Oktober 2012]).
- zusammen mit Anton Reichenow: Ein neuer Falk von Ost-Afrika. In: Ornithologische Monatsberichte. Band 3, Nr. 7, 1895, S. 114 (biodiversitylibrary.org [abgerufen am 8. Oktober 2012]).
- Neue Arten aus Ost Afrika. In: Ornithologische Monatsberichte. Band 5, Nr. 5, 1897, S. 191–192 (biodiversitylibrary.org [abgerufen am 18. Februar 2013]).
- Beiträge zur Vogelfauna von Ost- und Central-Afrika. Die von mir auf meiner Expedition durch die Massai-Länder und in den Ländern am Victoria Nyansa 1892-1895 gesammelten und beobachteten Vögel. In: Journal für Ornithologie. Band 46, Nr. 2, 1898, S. 227–305 (biodiversitylibrary.org [abgerufen am 21. Oktober 2011]).
- Über dem Poicephalus meyeri (Cretzschm) nahestehenden Arten. In: Journal für Ornithologie. Band 46, Nr. 4, 1898, S. 501 (biodiversitylibrary.org [abgerufen am 21. Oktober 2011]).
- Die Helmperlhühner. In: Ornithologische Monatsberichte. Band 6, Nr. 2, 1898, S. 17–23 (biodiversitylibrary.org [abgerufen am 20. Februar 2013]).
- Beiträge zu einer Revision der Laniarinen. In: Journal für Ornithologie. Band 47, Nr. 3, 1899, S. 387–417 (biodiversitylibrary.org [abgerufen am 21. Oktober 2011]).
- Neue und wenig bekannte afrikanische Vögel. In: Ornithologische Monatsberichte. Band 7, Nr. 2, 1899, S. 23–26 (biodiversitylibrary.org [abgerufen am 9. Oktober 2012]).
- Neue und seltene Arten des genus "Sigmodus" Temm. In: Ornithologische Monatsberichte. Band 7, Nr. 6, 1899, S. 89–91 (biodiversitylibrary.org [abgerufen am 9. Oktober 2012]).
- Die Gemse der Abruzzen. In: Annali del Museo civico di storia naturale di Genova (= 2). Band 20, 1899, S. 347–350 (biodiversitylibrary.org [abgerufen am 17. Februar 2013]).
- Beiträge zur Vogelfauna von Ost- und Central-Afrika. Die von mir auf meiner Expedition durch die Massai-Länder und in den Ländern am Victoria Nyansa 1892-1895 gesammelten und beobachteten Vögel. In: Journal für Ornithologie. Band 47, Nr. 1, 1899, S. 33–74 (biodiversitylibrary.org [abgerufen am 18. März 2011]).
- Herr Neumann berichtet über die erste authentische Nachricht vom Vorkommen des Strausses in Südarabien und über Würger aus Afrika. In: Journal für Ornithologie. Band 48, Nr. 2, 1900, S. 120 (biodiversitylibrary.org).
- Beiträge zur Vogelfauna von Ost- und Central-Afrika. Die von mir auf meiner Expedition durch die Massai-Länder und in den Ländern am Victoria Nyansa 1892-1895 gesammelten und beobachteten Vögel. In: Journal für Ornithologie. Band 48, Nr. 2, 1900, S. 185–228 (biodiversitylibrary.org [abgerufen am 29. August 2015]).
- Beiträge zur Vogelfauna von Ost- und Central-Afrika. Die von mir auf meiner Expedition durch die Massai-Länder und in den Ländern am Victoria Nyansa 1892-1895 gesammelten und beobachteten Vögel. In: Journal für Ornithologie. Band 48, Nr. 3, 1900, S. 253–313 (biodiversitylibrary.org [abgerufen am 29. August 2015]).
- Die von mir in den Jahren 1892-95 in Ost- und Central-Afrika, speciell in den Massai-Ländern und den Ländern am Victoria Nyansa gesammelten und beobachteten Säugethiere. Mit 1 Routen Karte. In: Zoologische Jahrbücher, Abteilung für Systematik, Geographie und Biologie der Tiere. Band 13, Nr. 6, 1900, S. 529–562 (biodiversitylibrary.org [abgerufen am 18. Februar 2013]).
- Über Hyraciden. In: Sitzungsberichte der Gesellschaft Naturforschender Freunde zu Berlin. Nr. 9, 1901, S. 238–244 (biodiversitylibrary.org [abgerufen am 15. Februar 2013]).
- Über neue und wenig bekannte ostafrikanische Vögel. In: Ornithologische Monatsberichte. Band 9, Nr. 12, 1901, S. 183–185 (biodiversitylibrary.org [abgerufen am 8. Oktober 2012]).
- Über neue nordost- und ostafrikanische Säugethiere. In: Sitzungsberichte der Gesellschaft Naturforschender Freunde zu Berlin. Nr. 3, 1902, S. 49–59 (biodiversitylibrary.org [abgerufen am 15. Februar 2013]).
- Über neue nordost- und ostafrikanische Säugethiere. In: Sitzungsberichte der Gesellschaft Naturforschender Freunde zu Berlin. Nr. 4, 1902, S. 93–102 (biodiversitylibrary.org [abgerufen am 15. Februar 2013]).
- Über die verschiedenen Arten der Klippspringers (Oreotragus). In: Sitzungsberichte der Gesellschaft Naturforschender Freunde zu Berlin. Nr. 8, 1902, S. 169–175 (biodiversitylibrary.org [abgerufen am 15. Februar 2013]).
- Über einige afrikanische Eichhörnchen. In: Sitzungsberichte der Gesellschaft Naturforschender Freunde zu Berlin. Nr. 8, 1902, S. 175–181 (biodiversitylibrary.org [abgerufen am 15. Februar 2013]).
- Über einige neue Arten der Ginsterkatzen. In: Sitzungsberichte der Gesellschaft Naturforschender Freunde zu Berlin. Nr. 8, 1902, S. 181–184 (biodiversitylibrary.org [abgerufen am 15. Februar 2013]).
- Diagnosen neuer Vogelarten aus Süd-Äthiopien. In: Ornithologische Monatsberichte. Band 10, Nr. 1, 1902, S. 8–10 (biodiversitylibrary.org [abgerufen am 18. Februar 2013]).
- Von der Somali-Küste durch Süd-Äthiopien zum Sudan. In: Zeitschrift der Gesellschaft für Erdkunde zu Berlin. 1902, S. 7–32 (Textarchiv – Internet Archive).
- Neue afrikanische Species und Subspecies. In: Ornithologische Monatsberichte. Band 11, Nr. 12, 1903, S. 180–187 (biodiversitylibrary.org [abgerufen am 8. Oktober 2012]).
- Mr. Oscar Neumann made some remarks on Gallirex johnstoni, Sharpe, from Ruwenzori Mts., and pointed out that this bird was not a true Gallirex but the type of a new genus. In: Bulletin of the British Ornithologists' Club. Band 14, 1903, S. 14–15 (biodiversitylibrary.org [abgerufen am 17. Februar 2013]).
- Mr. Neumann exhibited specimens of the following new subspecies of African birds. In: Bulletin of the British Ornithologists' Club. Band 14, 1903, S. 15–16 (biodiversitylibrary.org [abgerufen am 17. Februar 2013]).
- Vögel von Schoa und Süd-Äthiopien. In: Journal für Ornithologie. Band 52, Nr. 3, 1904, S. 321–410 (biodiversitylibrary.org [abgerufen am 21. Oktober 2011]).
- Drei neue Formen aus Süd-Arabien. In: Ornithologische Monatsberichte. Band 12, Nr. 2, 1904, S. 29–31 (biodiversitylibrary.org [abgerufen am 9. Oktober 2012]).
- Über einige Formen von Turtur vinaceus und rosogriseus. In: Ornithologische Monatsberichte. Band 12, Nr. 5, 1904, S. 81–84 (biodiversitylibrary.org [abgerufen am 9. Oktober 2012]).
- Über die afrikanischen gelbbäuchigen Zosterops-Formen. In: Ornithologische Monatsberichte. Band 12, Nr. 7/8, 1904, S. 109–118 (biodiversitylibrary.org [abgerufen am 9. Oktober 2012]).
- Neue afrikanische Vögel. In: Ornithologische Monatsberichte. Band 12, Nr. 9, 1904, S. 143–145 (biodiversitylibrary.org [abgerufen am 8. Oktober 2012]).
- Über neue Antilopen-Arten. In: Sitzungsberichte der Gesellschaft Naturforschender Freunde zu Berlin. Nr. 3, 1905, S. 87–97 (biodiversitylibrary.org [abgerufen am 15. Februar 2013]).
- Über nord-ostafrikanische und arabische Kriechtiere. In: Zoologische Jahrbücher, Abteilung für Systematik, Geographie und Biologie der Tiere. Band 22, Nr. 6, 1905, S. 389–404 (biodiversitylibrary.org [abgerufen am 20. Februar 2013]).
- Vögel von Schoa und Süd-Äthiopien. In: Journal für Ornithologie. Band 53, Nr. 1, 1905, S. 184–243 (biodiversitylibrary.org [abgerufen am 21. Oktober 2011]).
- Vögel von Schoa und Süd-Äthiopien. In: Journal für Ornithologie. Band 53, Nr. 2, 1905, S. 229–360 (biodiversitylibrary.org [abgerufen am 17. Februar 2013]).
- Vögel von Schoa und Süd-Äthiopien. In: Journal für Ornithologie. Band 54, Nr. 2, 1906, S. 229–300 (biodiversitylibrary.org [abgerufen am 21. Oktober 2011]).
- Diagnose neuer afrikanischer Formen. In: Ornithologische Monatsberichte. Band 14, Nr. 1, 1906, S. 6–8 (biodiversitylibrary.org [abgerufen am 9. Oktober 2012]).
- Über einige Gazellen und Kuh-Antilopen. In: Sitzungsberichte der Gesellschaft Naturforschender Freunde zu Berlin. Nr. 9, 1906, S. 237–247 (biodiversitylibrary.org [abgerufen am 15. Februar 2013]).
- Professor Neumann exhibited specimens of Dicrocercus among which was the type of Merops furcatus, Stanl., kindly lent by Dr. H. O. Forbes, Director of the Liverpool Museums. In: Bulletin of the British Ornithologists' Club. Band 1, 1906, S. 113–115 (biodiversitylibrary.org [abgerufen am 18. Februar 2013]).
- Über einige afrikanische Trappen. In: Journal für Ornithologie. Band 55, Nr. 2, 1907, S. 306–308 (biodiversitylibrary.org [abgerufen am 21. Oktober 2011]).
- Revision afrikanischer Vogelgruppen. In: Journal für Ornithologie. Band 55, Nr. 3, 1907, S. 343–379 (biodiversitylibrary.org [abgerufen am 21. Oktober 2011]).
- zusammen mit Ernst Hartert: Drei neue Falkenformen. In: Journal für Ornithologie. Band 55, Nr. 4, 1907, S. 591–593 (biodiversitylibrary.org [abgerufen am 21. Oktober 2012]).
- Neue Vogel-Arten aus Nordost- und Ost-Afrika. In: Journal für Ornithologie. Band 55, Nr. 3, 1907, S. 593–597 (biodiversitylibrary.org [abgerufen am 20. Februar 2013]).
- Über die geographischen Formen des Wüstentrompeters. In: Ornithologische Monatsberichte. Band 15, Nr. 9, 1907, S. 144–146 (biodiversitylibrary.org [abgerufen am 9. Oktober 2012]).
- Ein neuer Turako. In: Ornithologische Monatsberichte. Band 15, Nr. 12, 1907, S. 198 (biodiversitylibrary.org [abgerufen am 18. Februar 2013]).
- Neue und verkannte Frankoline. In: Ornithologische Monatsberichte. Band 15, Nr. 12, 1907, S. 198–200 (biodiversitylibrary.org [abgerufen am 18. Februar 2013]).
- Neue Afrikanische Arten. In: Ornithologische Monatsberichte. Band 16, Nr. 2, 1908, S. 27–30 (biodiversitylibrary.org [abgerufen am 18. Februar 2013]).
- Professor Oscar Neumann exhibited and described examples of the following new African birds, which included in a collection made in Ituri Forest, Congo Free State, by Mr. C. F. Camburn, for Baron Maurice de Rothschild. In: Bulletin of the British Ornithologists' Club. Band 21, 1908, S. 42–48 (biodiversitylibrary.org [abgerufen am 8. Oktober 2012]).
- Prof. Neumann described and exhibited examples of the following new African birds collected by Mr. Rudolf Grauer on the Upper Kagera River and on western chain of the Kivu Volcanoes. In: Bulletin of the British Ornithologists' Club. Band 21, 1908, S. 54–57 (biodiversitylibrary.org [abgerufen am 8. Oktober 2012]).
- Professor Neumann described and exhibted examples of the following new African birds collected by Mr. Rudolph Grauer. In: Bulletin of the British Ornithologists' Club. Band 21, 1908, S. 54–60 (biodiversitylibrary.org [abgerufen am 18. Februar 2013]).
- Prof. Neumann also described and (with the exception of Apus reichenowski and Lagonosticta rara forbesi) exhibited examples of the following new African birds. In: Bulletin of the British Ornithologists' Club. Band 21, 1908, S. 57–60 (biodiversitylibrary.org [abgerufen am 8. Oktober 2012]).
- Professor Neumann described and exhibted examples of the following new African birds, the types of which (with the exception of Halcyan albiventris erlangeri) were in the Tring Museum. In: Bulletin of the British Ornithologists' Club. Band 21, 1908, S. 68–73 (biodiversitylibrary.org [abgerufen am 18. Februar 2013]).
- Prof. Neumann also described the following new species and subspecies African birds. In: Bulletin of the British Ornithologists' Club. Band 21, 1908, S. 76–78 (biodiversitylibrary.org [abgerufen am 8. Oktober 2012]).
- Prof. Neumann also described and exhibited examples of the following new species and subspecies African birds, the types which were in the Tring Museum. In: Bulletin of the British Ornithologists' Club. Band 21, 1908, S. 94–98 (biodiversitylibrary.org [abgerufen am 8. Oktober 2012]).
- Prof. Neumann exhibited and described an example of a new species of bird from Madagascar. In: Bulletin of the British Ornithologists' Club. Band 23, 1908, S. 11–13 (biodiversitylibrary.org [abgerufen am 8. Oktober 2012]).
- Prof. Neumann also described. In: Bulletin of the British Ornithologists' Club. Band 23, 1908, S. 13–14 (biodiversitylibrary.org [abgerufen am 8. Oktober 2012]).
- Prof. Neumann exhibited and described examples of the following new subspecies of Capitonidae. In: Bulletin of the British Ornithologists' Club. Band 23, 1908, S. 29–32 (biodiversitylibrary.org [abgerufen am 8. Oktober 2012]).
- Prof. Neumann exhibited and described examples of the following new subspecies, collected by Mr. F. W. Riggenbach in Senegambia. In: Bulletin of the British Ornithologists' Club. Band 23, 1908, S. 43–48 (biodiversitylibrary.org [abgerufen am 8. Oktober 2012]).
- A revision of the genus Calamocichla Sharpe. In: Novitates Zoologicae. Band 15, 1908, S. 244–252 (biodiversitylibrary.org [abgerufen am 8. Oktober 2012]).
- Notes on African birds in the Tring Museum. In: Novitates Zoologicae. Band 15, 1908, S. 366–390 (biodiversitylibrary.org [abgerufen am 8. Oktober 2012]).
- Neue Formen von Pterocles. In: Ornithologische Monatsberichte. Band 17, Nr. 10, 1909, S. 152–155 (biodiversitylibrary.org [abgerufen am 9. Oktober 2012]).
- Die geographischen Formen des Hagedasch-Ibis. In: Ornis; internationale Zeitschrift für die gesamte Ornithologie. Band 13, 1909, S. 190–196 (biodiversitylibrary.org [abgerufen am 18. Februar 2013]).
- Über die geographischen Formen des Merops viridis. In: Ornithologische Monatsberichte. Band 18, Nr. 5, 1910, S. 79–81 (biodiversitylibrary.org [abgerufen am 9. Oktober 2012]).
- Revision der Genera Spermospiza und Pyrenestes. In: Journal für Ornithologie. Band 58, Nr. 3, 1910, S. 522–530 (biodiversitylibrary.org [abgerufen am 20. Februar 2013]).
- zusammen mit Julius von Madarász: Eine neue Sarothrura von Deutsch-Ost-Afrika. In: Ornithologische Monatsberichte. Band 19, Nr. 11, 1911, S. 186 (biodiversitylibrary.org [abgerufen am 16. Februar 2013]).
- Neue afrikanische Arten und Unterarten. In: Ornithologische Monatsberichte. Band 22, Nr. 1, 1914, S. 8–11 (biodiversitylibrary.org [abgerufen am 8. Oktober 2012]).
- zusammen mit Ernst Hartert: Ein neuer Glanzstar. In: Ornithologische Monatsberichte. Band 22, Nr. 1, 1914, S. 11 (biodiversitylibrary.org [abgerufen am 8. Oktober 2012]).
- zusammen mit Ernst Hartert: Ein bisher verkannter Bussard Buteo oreophilus sp. nov. In: Ornithologische Monatsberichte. Band 22, Nr. 2, 1914, S. 31–33 (biodiversitylibrary.org [abgerufen am 8. Oktober 2012]).
- Über einige afrikanische Uhus. In: Journal für Ornithologie. Band 62, Nr. 1, 1914, S. 35–38 (biodiversitylibrary.org [abgerufen am 20. Februar 2013]).
- Vermeintliche Unica des Philadelphia- und des Wiener Museums und ihre systematische Stellung. In: Journal für Ornithologie. Band 62, Nr. 1, 1914, S. 156–157 (biodiversitylibrary.org [abgerufen am 20. Februar 2013]).
- Über eine kleine Vogelsammlung aus Nord-Mesopotamien. In: Journal für Ornithologie. Band 63, Nr. 1, 1915, S. 118–123 (biodiversitylibrary.org [abgerufen am 10. Oktober 2012]).
- Die geographischen Formen des Zwerghaubenfischers (Corythornis Kaup.). In: Journal für Ornithologie. Band 63, Nr. 10, 1915, S. 155–157 (biodiversitylibrary.org [abgerufen am 19. Februar 2013]).
- Neue tropische Vogelformen. In: Ornithologische Monatsberichte. Band 23, Nr. 12, 1915, S. 178–182 (biodiversitylibrary.org [abgerufen am 18. Februar 2013]).
- Materialien zu einer Revision des Genus Campephaga Vieill. In: Journal für Ornithologie. Band 64, Nr. 1, 1916, S. 146–154 (biodiversitylibrary.org [abgerufen am 21. Oktober 2011]).
- Über die Avifauna des unteren Senegal-Gebiets. In: Journal für Ornithologie. Band 65, Nr. 2, 1917, S. 189–214, doi:10.1007/BF02327955.
- Lalalge schisticeps nov. spec. In: Journal für Ornithologie. Band 67, 1919, S. 333 (biodiversitylibrary.org).
- Neue Gattungen und Unterarten afrikanischer Vögel. In: Journal für Ornithologie. Band 68, Nr. 1, 1920, S. 77–83 (biodiversitylibrary.org [abgerufen am 18. März 2011]).
- Zwei neue afrikanische Formen. In: Ornithologische Monatsberichte. Band 30, Nr. 1, 1922, S. 13–14 (biodiversitylibrary.org [abgerufen am 8. Oktober 2012]).
- Neue Formen aus dem papuanischen und polynesischen Inselreich. In: Verhandlungen der Ornithologischen Gesellschaft in Bayern. Band 15, Nr. 2, 1922, S. 234–237 (biodiversitylibrary.org [abgerufen am 18. Februar 2013]).
- Zwei neue unbekannte Formen aus Central-Afrika. In: Ornithologische Monatsberichte. Band 31, Nr. 4, 1923, S. 75–76 (biodiversitylibrary.org [abgerufen am 18. Februar 2013]).
- Neue Unterarten von Neu-Guinea und Celebes. In: Ornithologische Monatsberichte. Band 32, Nr. 1, 1924, S. 38–40.
- zusammen mit Ernst Hartert: Leptosomus discolor intermedius in Types of birds in the Tring Museum. In: Novitates Zoologicae. Band 31, 1924, S. 112–134 (S. 116) (biodiversitylibrary.org [abgerufen am 17. Februar 2013]).
- Die Formengruppe Mesopicos griseocephalus. In: Ornithologische Monatsberichte. Band 34, Nr. 4, 1926, S. 80–87.
- Neue Formen aus Papuasien und Oceanien. In: Ornithologische Monatsberichte. Band 35, Nr. 1, 1927, S. 17–19.
- Was ist Otocoris berlepschi Hart.? In: Journal für Ornithologie. Band 75, Nr. 2, 1927, S. 374–376.
- Zwei neue Pyrrhura Formen. In: Ornithologische Monatsberichte. Band 35, Nr. 4, 1927, S. 89.
- Die Formen von Pyrrhura perlata Spix. In: Verhandlungen der Ornithologischen Gesellschaft in Bayern. Band 17, Nr. 3, 1927, S. 428–431.
- Critical remarks on some Cameroon Birds. In: The Ibis. Band 69, Nr. 2, 1927, S. 502–508.
- Ueber den Formenkreis des Charadrius Alexandrinus. In: Novitates Zoologicae. Band 35, 1929, S. 212–216 (biodiversitylibrary.org [abgerufen am 10. Oktober 2012]).
- Neue Formen von Nordost- und Ost-Afrika. In: Journal für Ornithologie. Band 76, Nr. 4, 1928, S. 783–787.
- Neue Subspecies aus Papuasien. In: Journal für Ornithologie. Band 77, Nr. 1, 1929, S. 197–198.
- Ueber Rassen des Großen Brachvogels. In: Ornithologische Monatsberichte. Band 37, Nr. 3, 1929, S. 76–78.
- Ueber Rassen des Großen Brachvogels. In: Ornithologische Monatsberichte. Band 37, Nr. 3, 1929, S. 113–114.
- Turnix sylvatica bartelsorum nov. subsp. In: Ornithologische Monatsberichte. Band 37, Nr. 4, 1929, S. 117.
- Rassen und Jahreszeitenkleider des europäischen Austernfischers (Haematopus ostralegus). In: Die Gefiederte Welt. Band 58, 1929, S. 160–161.
- Lophorina superba shinx nov. subsp. In: Ornithologische Monatsberichte. Band 37, Nr. 3, 1931, S. 121.
- Anas punctata delacouri nov. subsp. In: Ornithologische Monatsberichte. Band 37, Nr. 3, 1931, S. 150.
- Beschreibungen neuer Vogelformen aus Afrika. In: Journal für Ornithologie. Band 79, Nr. 4, 1931, S. 547–551.
- Bemerkungen über neue und ungenügend bekannte Rassen paläarktischer Vögel. In: Anzeiger der Ornithologischen Gesellschaft in Bayern. Band 2, Nr. ?, 1932, S. 145–150.
- Zwei neue zentralafrikanische Astrilde. In: Anzeiger der Ornithologischen Gesellschaft in Bayern. Band 2, Nr. ?, 1932, S. 153–155.
- Professor Oscar Neumann, of Berlin sent the following descriptions of three new geographical races of the White-eyebrowed Guan Penelope superciliaris. In: Bulletin of the British Ornithologists' Club. Band 53, Nr. 365, 1933, S. 93–95 (biodiversitylibrary.org).
- Über einige brasilianische Vögel. In: Verhandlungen der Ornithologischen Gesellschaft in Bayern. Band 20, Nr. 1, 1933, S. 225–228.
- Unbenannte geographische Rassen aus Kamerun und Angola. In: Verhandlungen der Ornithologischen Gesellschaft in Bayern. Band 20, Nr. 1, 1933, S. 225–228.
- Drei neue geographische Rassen aus dem paläarktischen Gebiet. In: Verhandlungen der Ornithologischen Gesellschaft in Bayern. Band 20, Nr. 2, 1934, S. 331–334.
- A new species and a new race from Peling. In: Bulletin of the British Ornithologists' Club. Band 59, 1939, S. 47–48 (biodiversitylibrary.org [abgerufen am 8. Oktober 2012]).
- Neue Unterarten südamerikanischer Vögel. In: Mitteilungen aus dem Zoologischen Museum in Berlin. Band 17, Nr. 3, 1931, S. 441–445.
- zusammen mit Ernst Hartert: Die Turmfalken Afrikas und der ostatlantischen Inseln. In: Journal für Ornithologie. Band 80, Nr. 4, 1932, S. 529–533.
- A new Species and eight new Races from Peleng and Taliaboe. In: Bulletin of the British Ornithologists' Club. Band 59, 1939, S. 89–94 (biodiversitylibrary.org [abgerufen am 8. Oktober 2012]).
- Six new races from Peling, east of Celebes. In: Bulletin of the British Ornithologists' Club. Band 59, 1939, S. 104–108 (biodiversitylibrary.org [abgerufen am 8. Oktober 2012]).
- zusammen mit Gregory Macalister Mathews: Six new races of Australian birds from North Queensland. In: Bulletin of the British Ornithologists' Club. Band 59, 1939, S. 153–155 (biodiversitylibrary.org [abgerufen am 8. Oktober 2012]).
- Two new races from Sula Islands. In: Bulletin of the British Ornithologists' Club. Band 59, 1939, S. 156 (biodiversitylibrary.org [abgerufen am 8. Oktober 2012]).
- Neue Subspecies von Vögeln aus Niederländisch-Indien. In: Zoologische Mededelingen. Band 23, Nr. 3, 1941, S. 109–113 (repository.naturalis.nl [abgerufen am 20. Februar 2013]).